# 파울볼
파울볼(Foulball)은 대한민국의 독립 야구단인 고양 원더스의 창단부터 해체를 다룬 다큐영화이다.

## 출연
- 김성근
- 조진웅 - 내레이션
- 고양 원더스 선수들